# Витгенштейн, Пауль
Пауль Витгенштейн (нем. Paul Wittgenstein; 5 ноября 1887 года, Вена ― 3 марта 1961 года, Манхэссет, округ Нассо, штат Нью-Йорк) ― австрийский и американский пианист, педагог, брат философа Людвига Витгенштейна (1889—1951), известный исполнением фортепианных концертов только левой рукой, после ампутации правой руки во время Первой мировой войны.

## Биография

### Начало карьеры
Родился в семье австрийского сталелитейного магната еврейского происхождения Карла Витгенштейна.
Приходился племянником известному скрипачу и композитору Йозефу Йоахиму.
Учился игре на фортепиано у Мальвины Бре и Теодора Лешетицкого, теории музыки ― у Йозефа Лабора.
Дебютировал в 1913 году в Вене, но уже на следующий год, с началом Первой мировой войны, ушёл на фронт.
Во время атаки в Польше возле Замостье он был ранен в локоть и попал в плен. Ему ампутировали правую руку. Находился в лагере для военнопленных в Омске, но по программе Красного Креста обмена военнопленными Витгенштейн был освобождён и встретил Рождество 1915 года в Вене.
В 1917 году он был награждён Большой серебряной медалью за отвагу. Несмотря на свою инвалидность, он служил до 1918 года на итальянском фронте в баре.

### Карьера пианиста с одной левой рукой
Ещё в Омске, в лагере для военнопленных, Витгенштейн решил продолжить свою карьеру пианиста, используя только левую руку. Тем самым он повторил достижение пианиста Гезы Зичи, полувеком ранее потерявшего руку и не бросившего карьеру.
Через посла Дании в России он обратился к своему старому учителю Йозефу Лабору, который был слепым, с просьбой написать концерт для левой руки. Лабор ответил быстро, говоря, что уже начал работу над фрагментом.
После окончания войны Витгенштейн интенсивно занимался, аранжируя известные произведения для исполнения одной левой рукой и исполняя новые сочинения, написанные для него Лабором. Он выполнил переложения произведений Баха, Бетховена, Шопена, Грига, Мендельсона, Гайдна, Моцарта, Мейербера, Пуччини, Шуберта, Шумана, Иоганна Штрауса и Вагнера для исполнения левой рукой.
Вскоре он начал давать концерты. Было много критики по поводу его исполнения одной рукой, но он выстоял.
С 1931 по 1938 Витгенштейн преподавал в Вене. В 1934 впервые гастролировал за океаном, исполнив в Монреале Второй концерт Равеля, затем с этой же программой выступил в Бостоне и Нью-Йорке с Бостонским симфоническим оркестром.
В 1938 году пианист эмигрировал в США, где продолжил преподавать как частным образом, так и в Консерватории Нью-Рошель и колледже в Манхэттенвилле. В 1958 году Филадельфийской музыкальной академией Витгенштейну было присвоено звание Доктора музыки.
Владение пианистической техникой позволило Витгенштейну успешно исполнять сочинения, сопоставимые по сложности даже для пианиста с двумя руками. Много гастролировал по Европе, играя собственные переложения классического репертуара для левой руки.
Специально для Витгенштейна были написаны сочинения композиторов-современников, в том числе:
«Парергон к „Домашней симфонии“» и «Шествие панафенянок» Р. Штрауса,
- Концерт № 2 М. Равеля,

- «Diversions» Б. Бриттена,

- Концерт № 4 С. Прокофьева,

- Концерт № 2 С. Борткевича.

Прокофьев вспоминал, что Витгенштейн не был рад заказанным им сочинениям Штрауса, Равеля и его самого, с которыми ему «не повезло». Так, Штраус создал симфонические этюды, где применил четверной состав оркестра, что не понравилось пианисту: «Ну, где мне с одной моей бедной рукой бороться против четверного состава! — в отчаянии говорил Витгенштейн. — И в то же время не могу же я сказать Штраусу, что он совсем не так оркестровал…» Равель создал концерт, который начинался с продолжительной фортепианной каденции солиста. Пианист отреагировал следующим образом: «Если я хотел бы играть без оркестра, я не заказывал бы концерта с оркестром!». Он хотел внести собственные изменения в фортепианную партию, заявив, что исполнители не обязаны быть рабами. Известный своей щепетильностью Равель ответил ему, что исполнители и есть рабы. Позже, после многомесячного изучения, пианист изменил своё первоначальное мнение: «я стал очарован им и понял, какое это великое произведение». Дирижёры выступили на стороне Равеля. По поводу сочинения своего произведения и реакции на него пианиста, Прокофьев вспоминал, что когда он отправил заказчику свой концерт, то получил такой ответ: «Благодарю вас за концерт, но я в нём не понимаю ни одной ноты и играть не буду».
По заказу Витгенштейна работали также Эрих Корнгольд, Франц Шмидт, Юлиуш Вольфсон и многие другие композиторы.
Витгенштейн ― автор «Школы для левой руки», вышедшей в Лондоне в 1957 году.
Жизненный путь пианиста лёг в основу романа Джона Барчилона «Кронпринц» (The Crown Prince; 1984).